# Popielarnia (Dąbrowica)
Popielarnia – części wsi Dąbrowica w Polsce, położona w województwie lubelskim, w powiecie janowskim, w gminie Potok Wielki. Tworzy sołectwo Popielarnia.
W latach 1975–1998 Popielarnia należała administracyjnie do województwa tarnobrzeskiego.
Miejscowa ludność wyznania katolickiego przynależy do Parafii Wniebowzięcia Najświętszej Maryi Panny w Potoku-Stanach.

## Historia
Wieś istniała już w 1864 roku i powstała najprawdopodobniej poprzez karczunek lasów w dobrach Potok Stany Duże, należących do Pruszyńskich. Jej pierwotna nazwa brzmiała Popielarze. Początkowo były tutaj jedynie trzy gospodarstwa.
Na początku XX wieku obok starej wsi powstała nieduża kolonia. W 1921 roku Popielarnia liczyła 13 domów i 77 mieszkańców. Wieś przez długie lata stanowiła część składową Dąbrowicy.
W 1973 roku uruchomiono wodociąg.